# Magome-juku

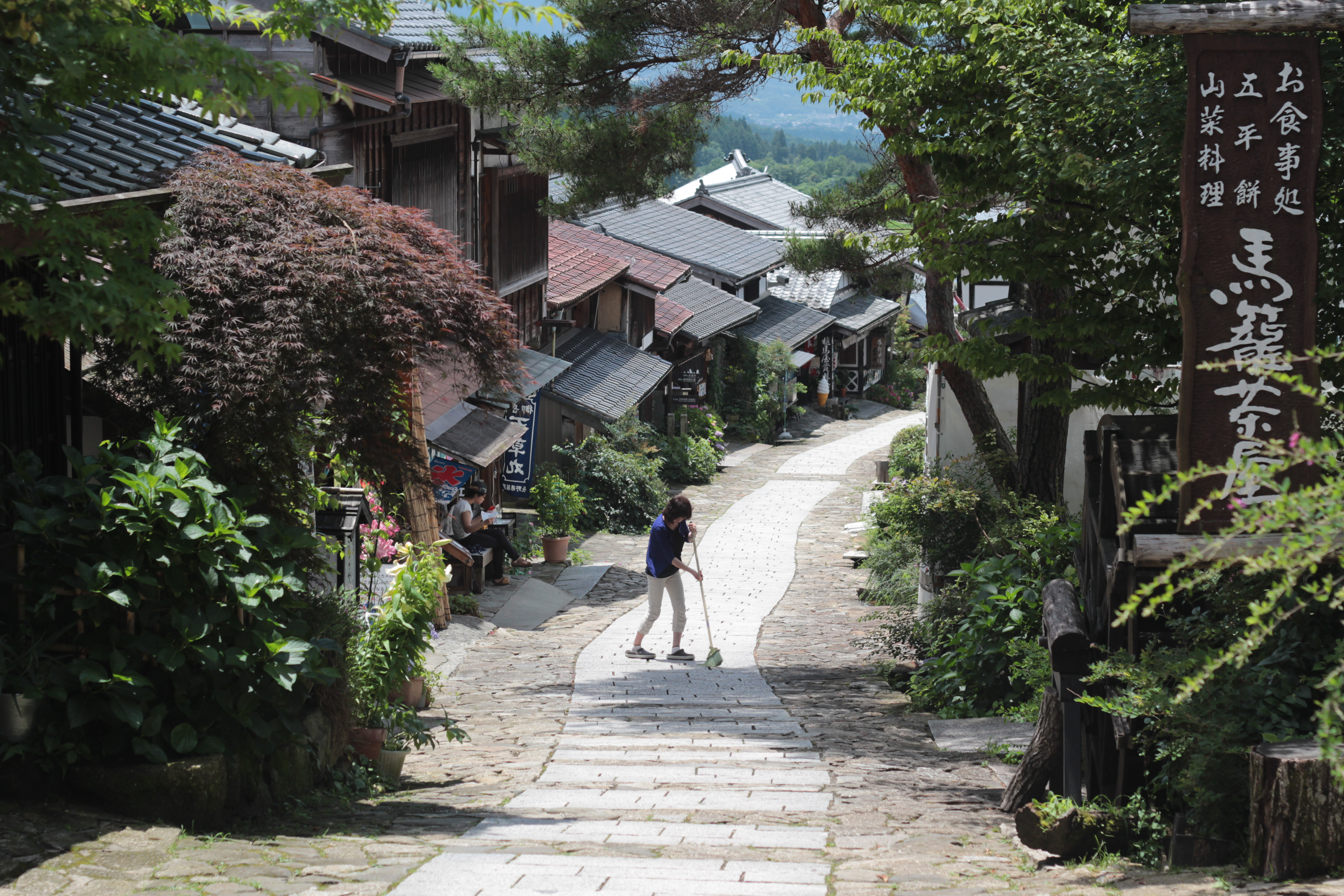
Calle principal de Magome-juku en verano.

Magome-juku ( 馬籠宿 Magome-juku) era la cuadragésima tercera de las sesenta y nueve estaciones del Nakasendō , una antigua carretera que conectaba Kioto y Edo durante el periodo Edo. También era la última de las once estaciones del Kisoji, que fue el precursor de una parte del Nakasendō, atravesando el valle del Kiso. 

## Historia
Como estación, era muy próspera y cosmopolita, con una buena economía. Sin embargo cayó en el olvido y la decadencia al construirse la línea principal Chūō para trenes, que no pasaba por Magome. En las últimas décadas se ha restaurado a su aspecto para hacerlo como en el periodo Edo y actualmente es un importante destino turístico.

## Galería

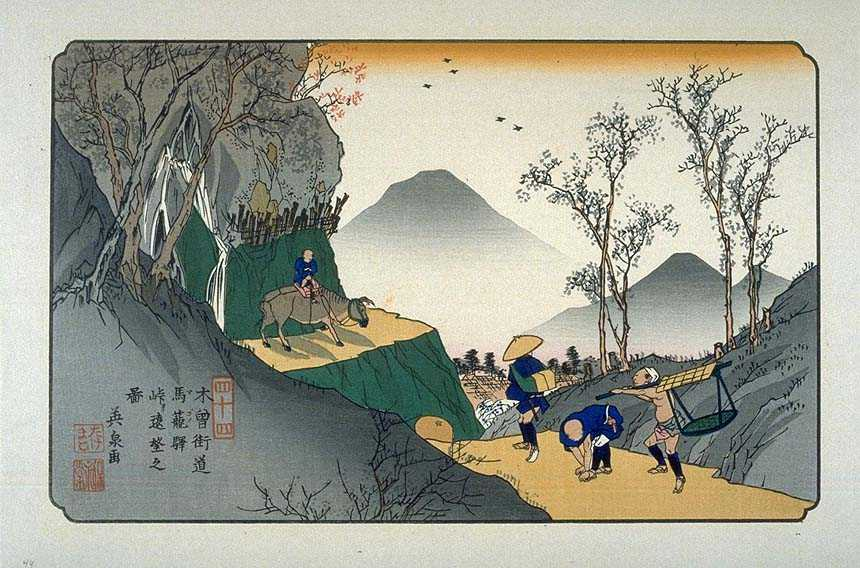
Parte de la colección Sesenta y nueve estaciones del Kisokaidō en donde se muestra Magome, de Utagawa Hiroshige y Keisai Eisen.
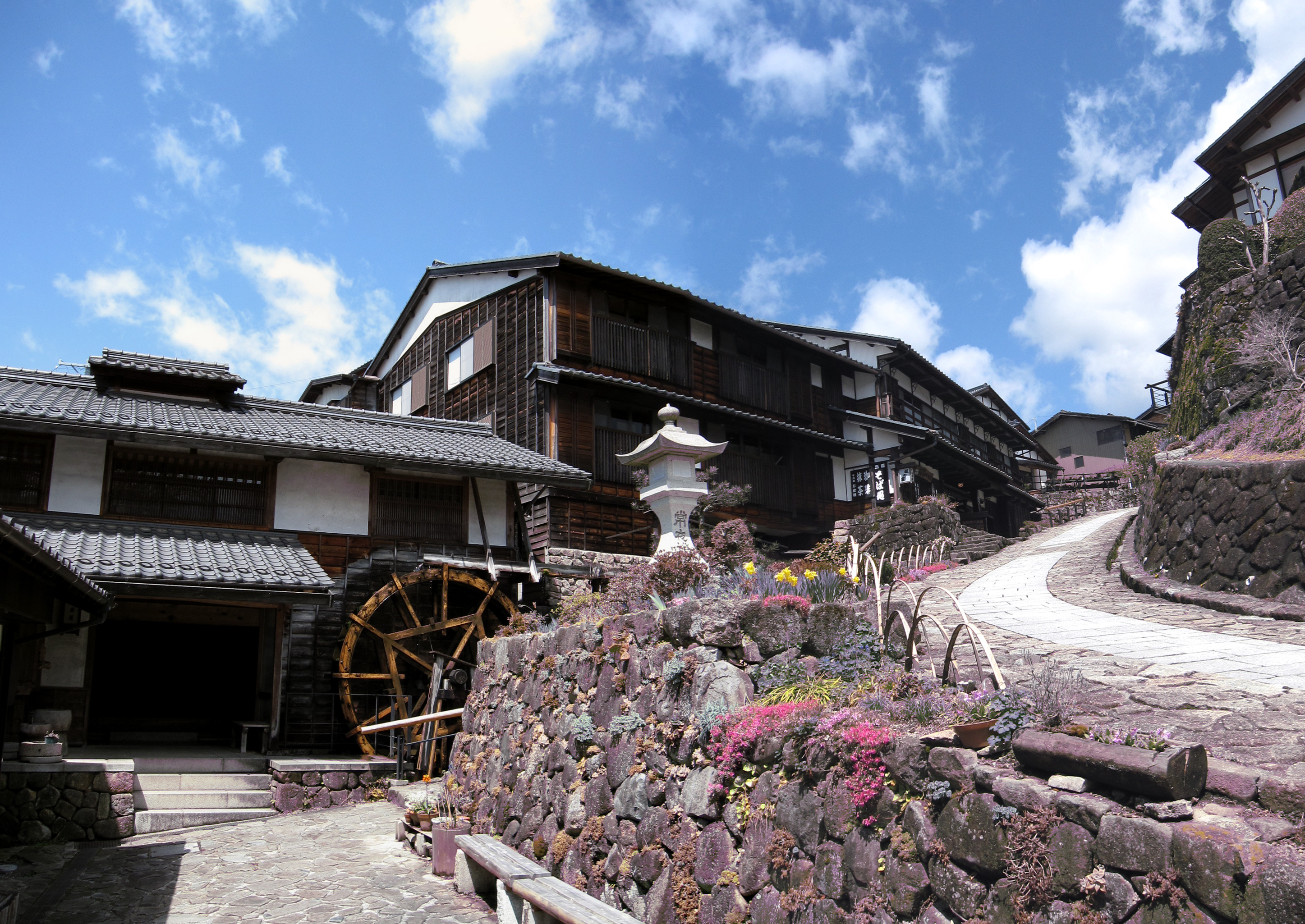
Viejo molino de agua en Magome.
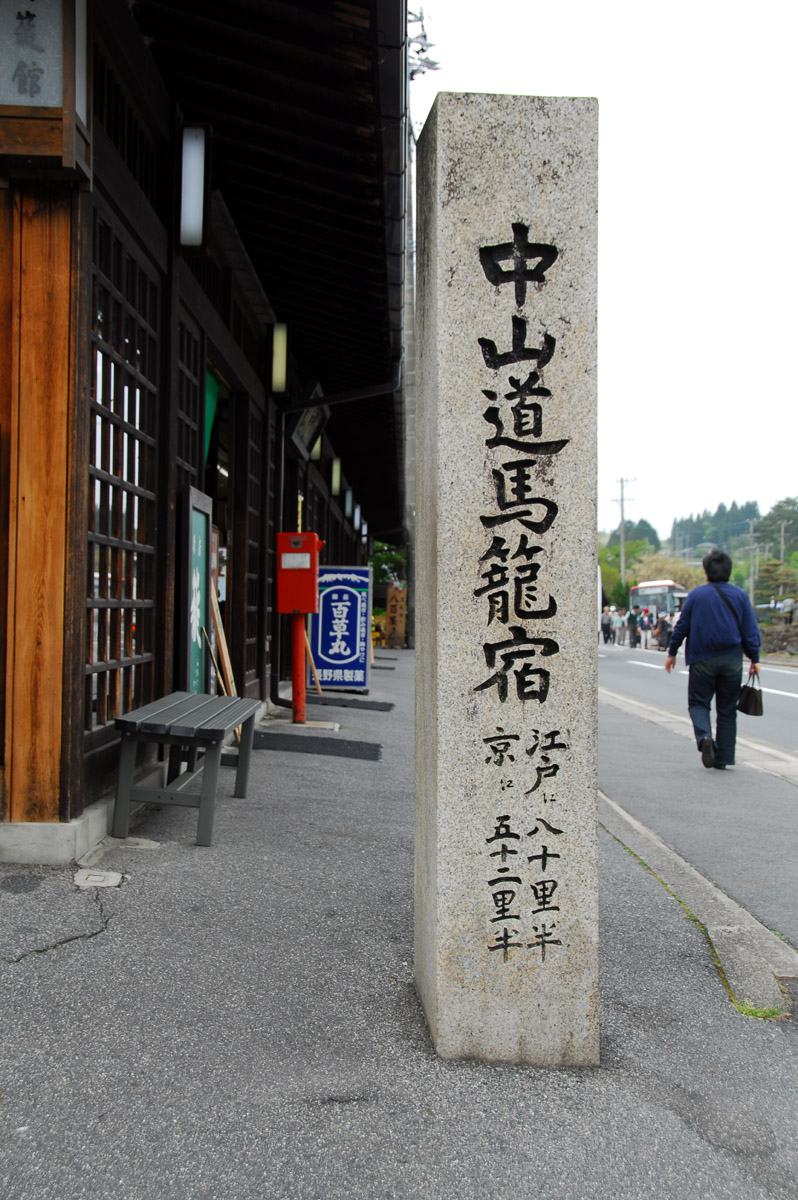
Uno de los marcadores de piedra del Nakasendō en Magome.
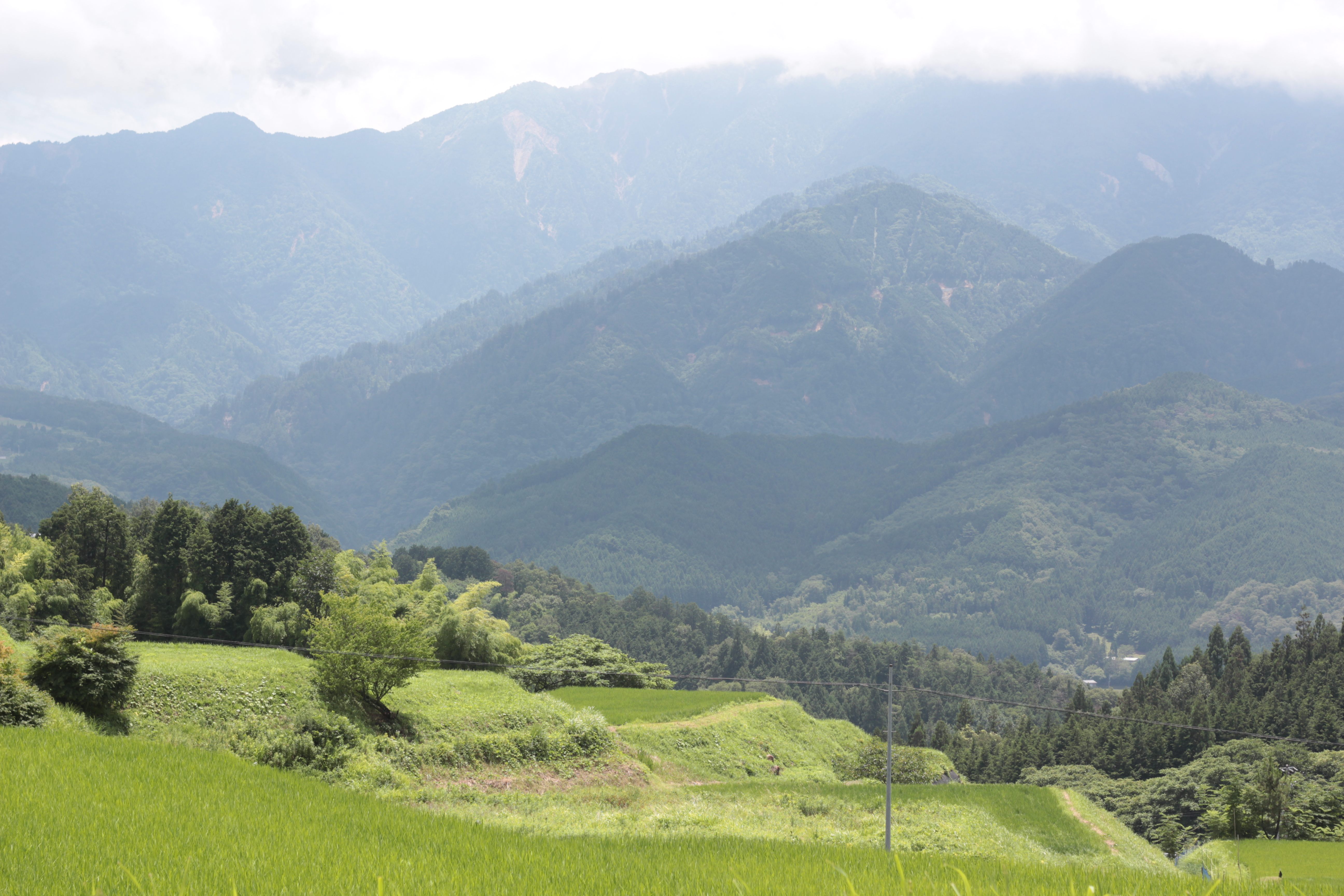
Vista desde la colina que se encuentra en Magome.
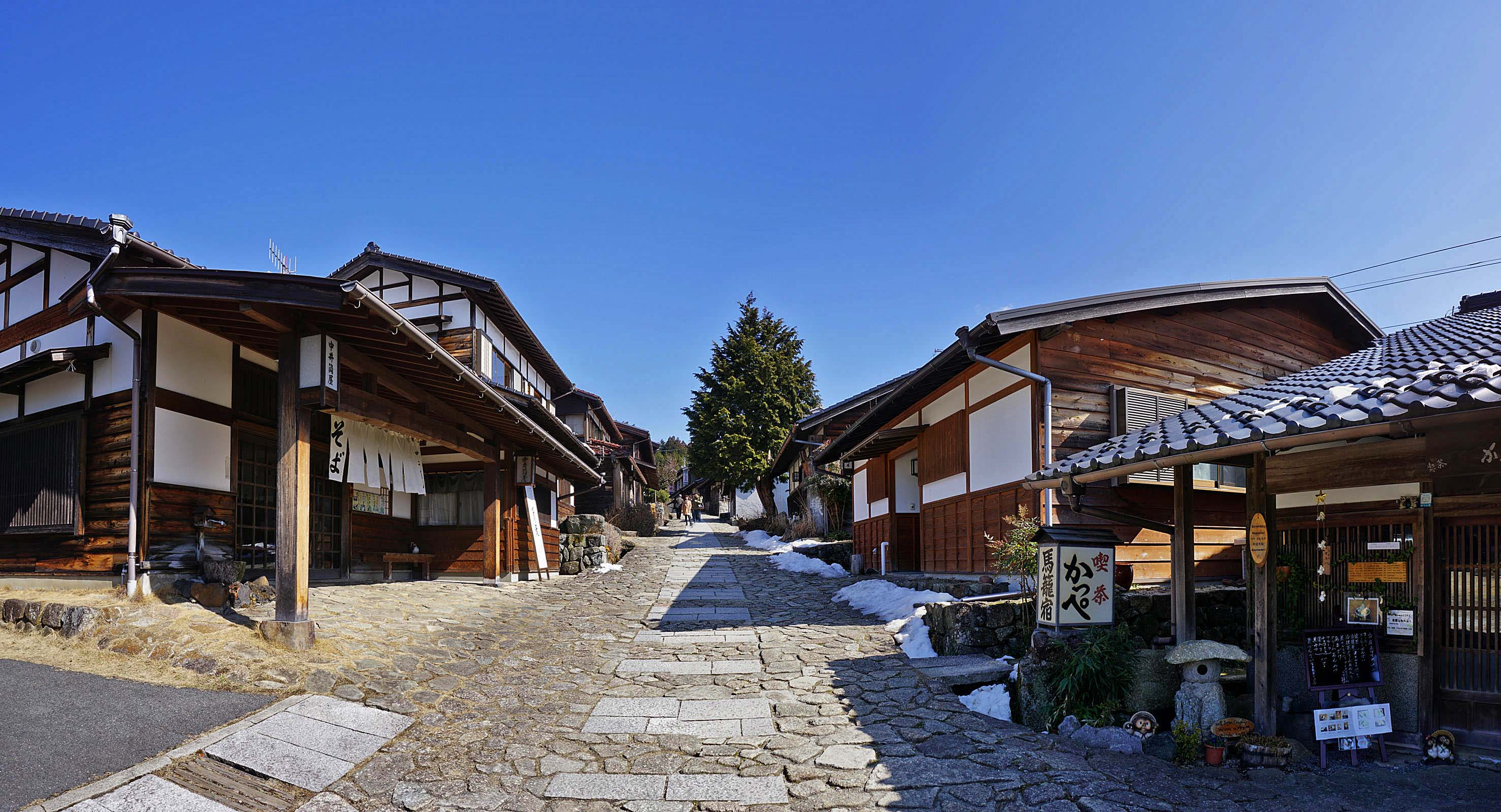
Soba (alimento),(Izquierda), Cafetería(Derecha)
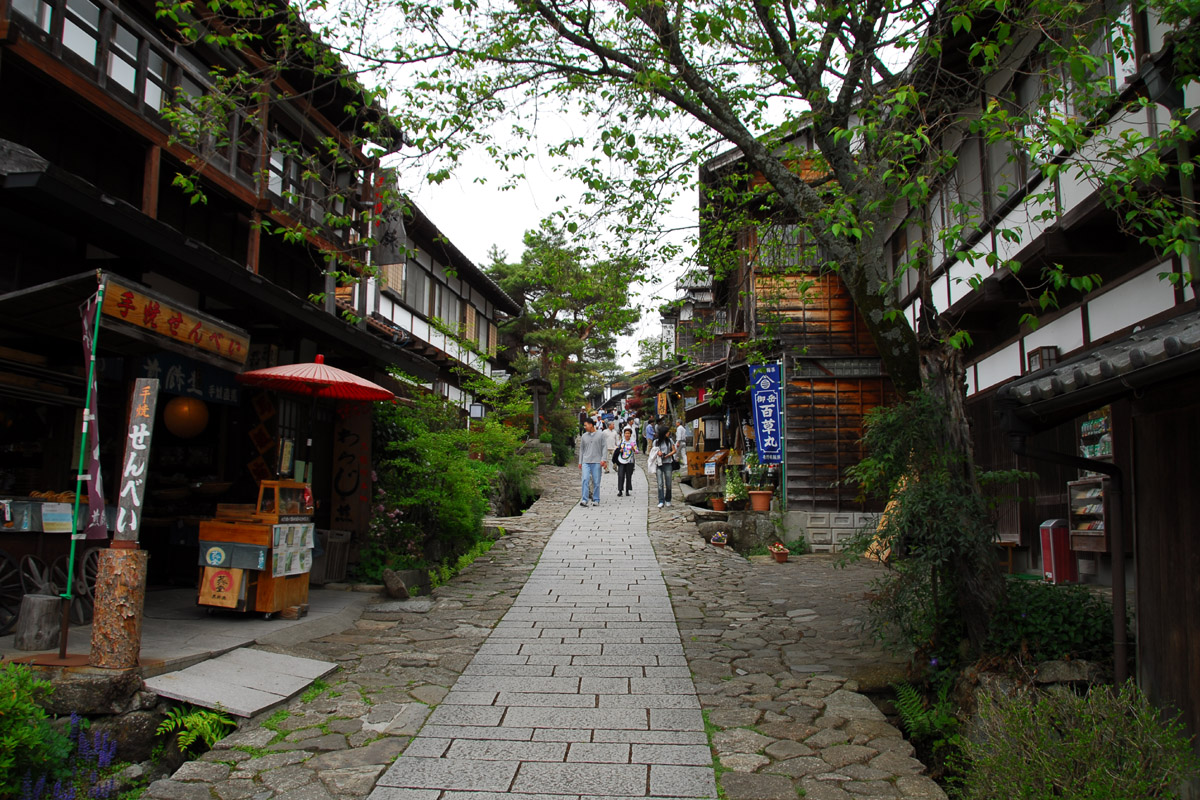
Senbei,(Izquierda)